# Badener Disputation

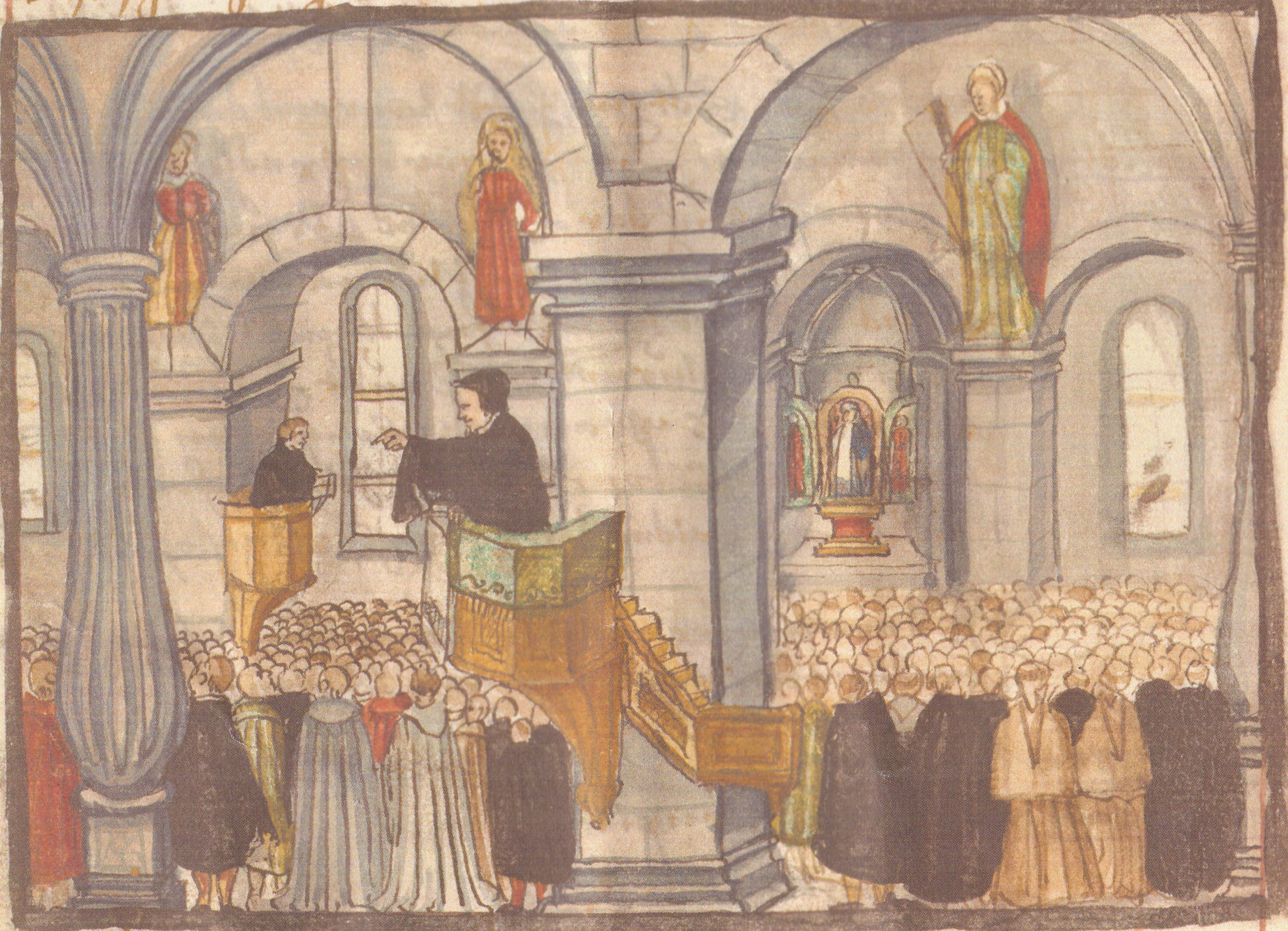
Die Badener Disputation. Darstellung in der Reformationschronik von Heinrich Bullinger (1504–1575).

Die in der Stadtpfarrkirche im aargauischen Baden vom 19. Mai bis 8. Juni 1526 abgehaltene Badener Disputation war ein von ca. 200 namentlich bekannten Teilnehmern besuchtes öffentliches Streitgespräch zwischen Vertretern der altgläubigen Kirche und Anhängern der Reformation. Es war der mit der österreichischen Übergangsregierung in Württemberg und dem Bischof von Konstanz abgestimmte Versuch der damals noch mehrheitlich altgläubigen schweizerischen Orte, den Zürcher Reformator Huldrych Zwingli zum Schweigen zu bringen und die Glaubenseinheit der Eidgenossenschaft zu bewahren. Das Scheitern dieses Versuchs markiert den Beginn des für die Schweiz charakteristischen konfessionellen Nebeneinanders von Reformation und Gegenreformation mit bis in die Gegenwart reichenden politischen und gesellschaftlichen Folgen.

## Charakter, Verlauf und Bedeutung
Auf der altgläubigen Seite waren die drei Theologen Johannes Eck, Johann Fabri und Thomas Murner und auf der neugläubigen Seite Ulrich Zwingli eingeladen. Zwingli weigerte sich jedoch, trotz Zusage des freien Geleites, in Baden zu erscheinen. So disputierten in erster Linie Johannes Eck auf der einen Seite mit Johannes Oekolampadius und Berchtold Haller auf der anderen Seite. Es handelte sich um die erste Disputation der zwinglianischen Reformation ausserhalb von Zürich. Neun Stände der Tagsatzung entschieden sich am Ende für den alten Glauben, vier für den neuen. Damit verfestigte die Badener Disputation die konfessionelle Trennung in der Alten Eidgenossenschaft und war von entscheidender Bedeutung für die Schweizer Geschichte und für die konfessionellen Auseinandersetzungen der Reformationszeit.
Die Disputation wurde von der Tagsatzung einberufen, die auch die Regeln bestimmte, wobei die altgläubige Seite in verschiedener Hinsicht bevorzugt wurde. Vier Präsidenten leiteten die Disputation, darunter der Abt von Engelberg und der Rektor der Universität Basel, die deutlich für die altgläubige Seite Partei nahmen. Die Disputation fand in deutscher Sprache statt, was für die Disputationen der zwinglianischen Reformation typisch ist und im Gegensatz zu beispielsweise der Leipziger Disputation steht.
Die Badener Disputation ist für eine theologische Disputation aus der Reformationszeit ungewöhnlich gut dokumentiert. Vier Schreiber (je zwei Alt- und Neugläubige) zeichneten sie auf Anordnung der Tagsatzung auf. Jeder dieser Schreiber hatte einen Aufseher der Gegenseite. Am Abend verglichen die Schreiber, zu denen als fünfter der Luzerner Stadtschreiber Johannes Huber kam, jeweils ihre Aufzeichnungen und deponierten sie anschliessend beim Landvogt. Es war ausdrücklich untersagt, dass irgendjemand sonst Aufzeichnungen machen dürfe. Vier Protokolle kamen im Zweiten Villmergerkrieg nach Zürich und befinden sich heute in der Zentralbibliothek Zürich, zwei Protokolle sind im Staatsarchiv Luzern aufbewahrt.
Der Luzerner Stadtschreiber fasste die fünf Protokolle zu einem zusammen. Der Franziskaner Thomas Murner veröffentlichte dieses am 15. Mai 1527 in Luzern als gedruckte Ausgabe. Der Druck war jedoch von sehr schlechter Qualität mit teilweise sinnentstellenden Druckfehlern. Eine moderne kommentierte Edition des Protokolls auf der Basis der Druckvorlage von Johannes Huber erschien im April 2015.
Neben den Protokollen gibt es trotz des Verbots der Tagsatzung noch verschiedene Briefe, Berichte und Flugschriften von Anwesenden, die den Inhalt der Protokolle bestätigten. Auch Zwingli war über den Verlauf bestens orientiert, durch den Basler Humanisten Thomas Platter, der als Hühnerverkäufer getarnt morgens in die Stadt kam und sie abends wieder verliess. Andererseits waren die Teilnehmer der Disputation des Öfteren überrascht, dass am Morgen Texte von Zwingli verlesen wurden, die genau auf die Argumente des Vortags eingingen.

## Edition des Protokolls
- Die Badener Disputation von 1526. Kommentierte Edition des Protokolls. Hrsg. von Alfred Schindler und Wolfram Schneider-Lastin, unter Mitarbeit von Ruth Jörg, Detlef Roth und Richard Wetzel. Mit einer historischen Einleitung von Martin H. Jung. TVZ, Zürich 2015.

## Drucke
- Die disputacion vor den xij orten einer loblichen eidtgnoschafft ... von wegen der einigkeit in christlichem glauben in iren landen und undterthonen. Hrsg. von Thomas Murner. Luzern 1527. doi:10.3931/e-rara-652
- Caussa Helvetica orthodoxae fidei. Disputatio Helvetiorum in Baden superiori. Hrsg. von Thomas Murner. Luzern 1528. Digitalisat